# Афоновская
Афоновская — деревня в Тарногском районе Вологодской области.
Входит в состав Тарногского сельского поселения (с 1 января 2006 года по 8 апреля 2009 года входила в Шебеньгское сельское поселение), с точки зрения административно-территориального деления — в Шебеньгский сельсовет.
Расстояние до районного центра Тарногского Городка по автодороге — 10 км. Ближайшие населённые пункты — Кокориха, Шебеньгский Погост, Дор.
По переписи 2002 года население — 147 человек (73 мужчины, 74 женщины). Преобладающая национальность — русские (99 %).